# Винти
Винти — традиционная афро-суринамская религия, появившаяся в Южной Америке и в дальнейшем распространившаяся в Нидерландской империи. Представляет из себя слияние различных верований и обычаев африканских рабов, завезённых в Суринам в колониальный период, с христианством и верованиями местных индейцев.
Религия винти основана на трёх главных принципах: вера во Всевышнего Творца, называемого Анана Кедьяман Кедьянпон (нидерл. Anana Kedyaman Kedyanpon), вера в пантеон духов, называемый Винти (нидерл. Winti), а также различные культы предков.

## История
Члены различных западно-африканских племён были завезены в Суринам во время Трансатлантической работорговли, продолжавшейся с середины XVI века по начало XIX века.
В эпоху голландской работорговли (1623–1863 гг.) порабощённые представители народов акан, фон, йоруба, конго и других синтезировали свои во многом схожие космологические представления. Этот процесс синкретизма привёл к формированию общего «языка духов» — системы верований, объединившей различные африканские духовные традиции в новых условиях.
В 1874 году, после отмены рабства, колониальные власти законодательно запретили религию Винти. Исповедание этого культа каралось тюремным заключением вплоть до отмены запрета в 1971 году, что произошло незадолго до провозглашения независимости Суринама в 1975 году.
С 2014 года религия получила официальное признание в Суринаме и активно развивается среди суринамско-нидерландской диаспоры. В отличие от многих афро-атлантических верований, винти демонстрирует минимальный христианский синкретизм, что делает её одновременно живым архивом западноафриканской космологии и современным инструментом чернокожей эмансипации.